# Joyce Overkleeft
Joyce Overkleeft (3 november 1983) is een Nederlands voetbalspeelster, die als middenvelder uitkwam. Ze speelde twee wedstrijden voor het Nederlands vrouwenvoetbalelftal.

## Interlands
Overkleeft speelde twee interlands voor het Nederlands vrouwenvoetbalelftal. Ook speelde ze 25 maal voor Oranje O19, waarvoor ze drie maal scoorde.